# St-Gervais-St-Protais (Pontevès)

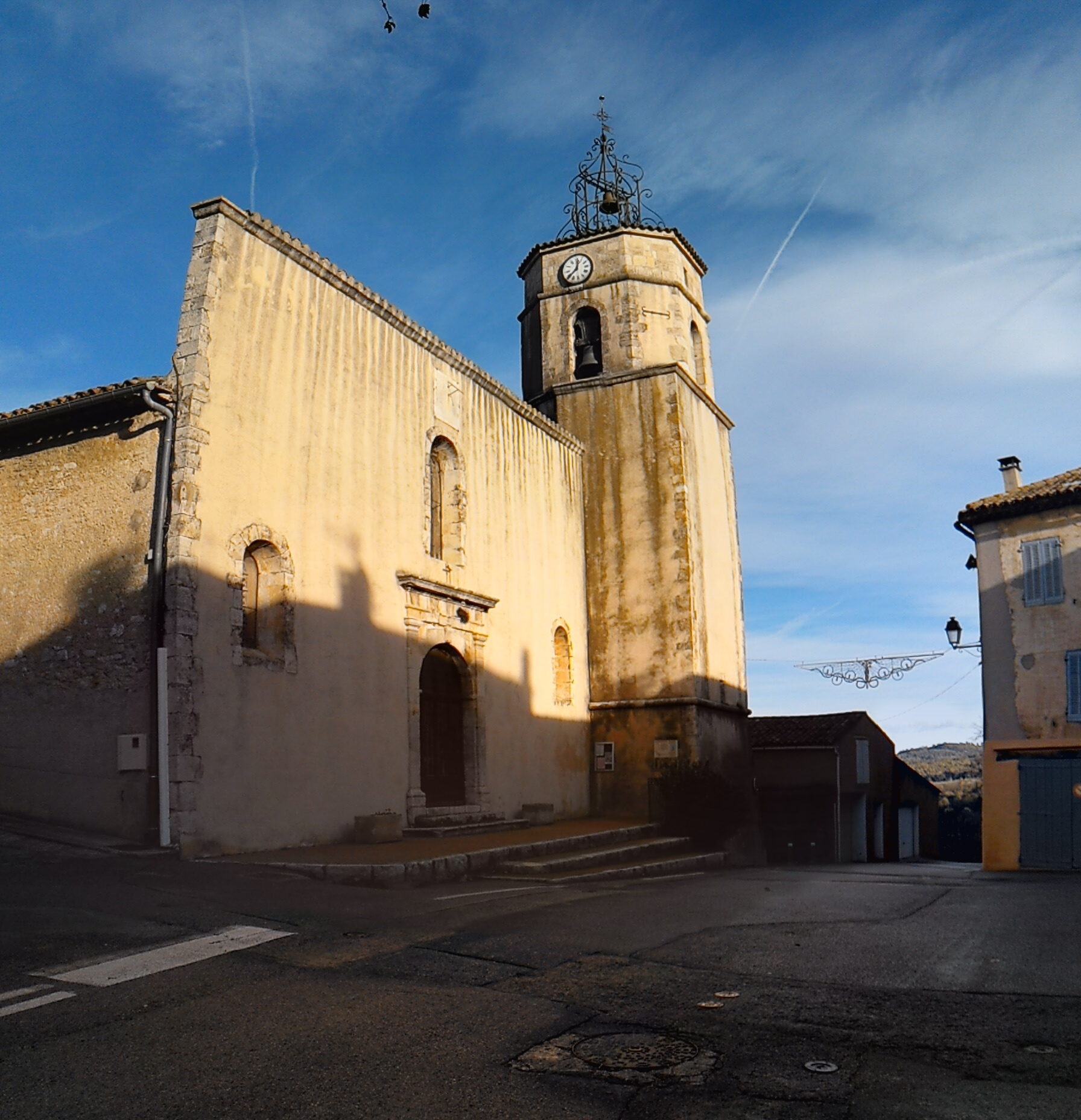
Kirchenfassade

Die St-Gervais-St-Protais ist ein römisch-katholisches Kirchengebäude in Pontevès im Département Var in der Kulturregion der Provence in Südfrankreich. Sie ist den beiden heiligen Heiligengefährten Gervasius und Protasius geweiht. Sie ist heute Filialkirche von Barjols in der im Jahr 1957 vereinigten Diözese von Fréjus und Toulon.

## Lage und Geschichte
Das Kirchengebäude aus dem Jahr 1668 liegt am Ostende der Ortschaft in Nord-Süd-Richtung südlich der alten Burganlagen von Château de Pontevès. Es steht dort, wo sein Vorgängerbauwerk von 1477, das den beiden Heiligen St. Sebastian und St. Antonius geweiht war, im Jahr 1666 abgerissen worden war, um einer größeren Kirche Platz zu schaffen. Bereits zuvor gab es an dieser Stelle eine noch frühere Kirche, die der Jungfrau Maria (Sainte-Marie) geweiht war und im 14. Jahrhundert zerstört wurde.

## Architektur
Die aus örtlichem Bruchstein errichtete Hallenkirche ist dreischiffig und im Innenraum ca. 20 m lang, 16 m breit und 8 m hoch. Die die Dachflächen überschneidende Südfassade besteht aus einer streng-rechteckigen Mauerfläche, in die über und neben dem zentralen Renaissance-Portal drei Rundbogenfenster aufweist; sie sind die einzigen Fenster, die Licht ins Innere einlassen. Östlich angefügt ist der das Kirchenschiff nur wenig überragende Glockenturm, der – bei quadratischer Grundfläche – nach dreiviertel seiner Höhe oben sechseckig wird. Gekrönt wird er von einem landestypischen, schmiedeeisernen Glockenkäfig mit einer Glocke von 1628.
Die quadratischen Säulen sind wie die Außenmauern aus Bruchstein gefertigt, während die Ausfüllungen mit Ziegelstein ausgemauert wurden. Die Apsis ist sehr flach, der Chor klassisch ogiven gehalten.

## Ausstattung
Der prächtige Hauptaltar mit gedrehten Säulen hat einen kalksteinernen Tabernakel, der von einer Krone überhöht wird, die von zwei Engeln gehalten wird. Seitlich des Altars befinden sich zwei Nischen, in denen die vergoldeten Holzstatuen der beiden Patrone aufbewahrt werden. Die Pfeiler sind auf der Seite des Mittelschiffs als aufgesetzte Pilaster ausgebildet, was so in Europa sehr selten zu finden ist. Die Kanzel ist grün-golden bemalt und reich verziert. In den beiden Chören der Seitenschiffe sind ebenfalls Altäre, die mit Altarbildern aus Öl des 17. Jahrhunderts geschmückt sind.
Im Inventar der Kirche hat sich ein reicher Kirchenschatz bewahrt, der mit der Säkularisation in das Eigentum der weltlichen Gemeinde überging. Diese bewahrte die Schätze in der Kirche, wo sie bis heute verblieben sind. Zu den Preziosen gehörte ein plattiertes Prozessionskreuz aus Silber von 1517 und ein weiteres aus dem 17. Jahrhundert, ein gepunztes Kupferbecken aus dem 16. Jahrhundert sowie eine ungewöhnliche Statue mit St. Anna und der Jungfrau Maria, die das Jesuskind trägt. Ferner gibt es zwei Reliquiare aus vergoldetem Holz und viele Kronleuchter aus Messing aus dem 17. und 18. Jahrhundert. Insgesamt wurden 32 Gegenstände unter Schutz gestellt.
| Bezeichnung | Material                              | Beschreibung | Alter / Künstler                            | Größe (H×B×D) in cm   | Unterschutzstellung |
| --- | ------------------------------------- | --- | ------------------------------------------- | --------------------- | ------------------- |
| Prozessionskreuz | Kupfer                                | Das Kreuz ist aus Zylindern geformt, mit Kugeln an dessen Enden. Am Fuß befinden sich stilisierte Kätzchen. Auf der Rückseite ist die Jungfrau Maria anstelle von Jesus eingraviert                              | 16. Jahrhundert                             | 42 cm × 31 cm × 3 cm  | 5.11.1912           |
| Prozessionskreuz | Silber, Holz                          | Im Quadrat der Verzweigung des Kreuzes ist diese Inschrift eingraviert: AQVESTO GROS A FAFAXRE LA COMVNO DE POTEVES 1537.                                                                                        | 1537                                        | 82,5                  | 5.11.1912           |
| Statue „Christ en croix“ | Holz, geschnitzt, bemalt              | Die Arme Christi sind horizontal gestreckt, die Augen geschlossen | 17. Jh.                                     | 100                   | 9.04.1993           |
| Statue „Saint Gervais“ | Holz, geschnitzt, bemalt, vergoldet   | | 19. Jh.                                     | 100                   | 21.12.1992          |
| Votivgabe „Reconnaissance à la Très Sainte Vierge Marie“                                                                                                   |                                       | Justine, Verlobte von Florentin | 1881                                        |                       | 12.04.1984          |
| Votivgabe „Vierge à un malade“ | Gemälde auf Holz                      | Jungfrau | 1881                                        |                       | 12.04.1984          |
| Bild mit Rahmen „Cavaliers en vue d’une ville“ | Öl auf Leinwand, Holzrahmen vergoldet | Stadt, Reiter | 18. Jh.                                     |                       | 12.04.1984          |
| Miniaturbild „Sainte Apollonie“ | Emaillemalerei                        | | 16. Jh. / Jacques Laudin der Ältere         | 10 cm × 8 cm          | 26.03.1993          |
| Miniaturbild „Saint Pierre“ | Emaillemalerei                        | | 16. Jh. / Jacques Laudin der Ältere         | 10 cm × 8 cm          | 26.03.1993          |
| Neugotischer Kelch und Patene | Silber                                | Figurale Kreuzszenen: Kreuzigung, Heilige Madeleine, Jungfrau, Engel: Schwert und Engel mit Räuchergefäß, Kreuzabnahme                                                                                           | 1. Hälfte 19. Jh.                           | 35 × 18,5 (16) / 18,5 | 26.03.1993          |
| Tabor | Holz, vergoldet                       | |                                             |                       | 26.03.1993          |
| Skulpturengruppe „Sainte Filiation“ | Holz, vergoldet                       | Die Jungfrau Maria mit Kind auf dem Schoß von St. Anna | 17. Jh.                                     |                       | 26.03.1993          |
| Statue „Saint Protais“ | Holz, geschnitzt, bemalt, vergoldet   | | 19. Jh.                                     | Höhe: 130             | 14.03.1997          |
| Glocke | Bronze                                | Inschrift: A FVLGVRE ET TEMPESTATE LIBERA NOS DOMINE. CETTE CLOCHE A ETE FAITE SOVS LE CONSVLAT DV SR IOVRDAN PR CL SR MAILLE SD CL MESSIRE AVBERT CVRE. Marque et date : H GALOPIN FILS FECIT 1762./ H. Galopin | 1792                                        | D: 72,5, 230 kg       | 7.10.1981           |
| Weihwasserbecken | Stein, bemalt                         | vieleckige Schale mit erhöhtem Nomen sacrum IHS auf der Hauptfläche und eingraviertem Datum | 1669                                        | Höhe: 45              | 10. Juli 1990       |
| Weihwasserbecken | Weißer Marmor                         | mit polygonaler Basis, Balusterschaft und glattem Rundkopf. | 18. Jh.                                     | Höhe: 122             | 10. Juli 1990       |
| Reliquie | Holz, geschnitzt, vergoldet           | Rechteckige Schachtel mit einem Gesicht verziert. Darüber ein Giebel. | 18. Jh.                                     |                       | 10. Juli 1990       |
| Reliquie | Holz, geschnitzt, vergoldet           | Rechteckige Schachtel mit einem Gesicht verziert. Darüber ein Giebel. | 18. Jh.                                     |                       | 10. Juli 1990       |
| Statue „Notre-Dame de la Médaille miraculeuse“ | Materialmix, bemalt, vergoldet        | Die gekrönte Jungfrau steht auf einem Halbglobus und wirft eine Schlange, wobei sie ihre Arme nach vorne streckt.                                                                                                | 19. Jh.                                     | Höhe: 150             | 10. Juli 1990       |
| Statue „Saint évêque“ | Holz, geschnitzt, bemalt              | Der Heilige segnet mit seiner rechten Hand. | 18. Jh.                                     | 25 cm × 8,5 cm        | 10. Juli 1990       |
| Ministrantenkreuz | Kupfer                                | Die Basis ruht auf Bällen; Balusterstiel. Kreuz mit glatten Armen, verziert mit Lilienblumen an den Enden. Ein Schädel, den zwei Schienbeine überragt, ziert den Boden des Kreuzes.                              | 17. Jh.                                     | 71 cm × 19 cm         | 10. Juli 1990       |
| Büstenreliquie „Saint évêque“ | Holz geschnitzt, bemalt, vergoldet    | Dieser Heilige könnte Saint Pons oder Saint Blaise sein. Er trägt eine blumige Kasel. | 19. Jh.                                     | 70 cm × 25 cm         | 10. Juli 1990       |
| Büstenreliquie „Saint Eloi“ | Materialmix                           | Am unteren Rand ist das Reliquiar mit den Attributen von St. Eloi eingraviert. Der Heilige wird geehrt und starrt himmelwärts.                                                                                   | 19. Jh.                                     | 89 cm × 51 cm         | 10. Juli 1990       |
| Monstranz | Silber, Silber vergoldet              | Sockel auf Füßen, die mit geflügelten Cherubköpfen, Stängeln und Lanzen verziert sind. Weizenfeld, das von Wolken und Glanz umgeben ist. Umrisse in Kreuzform                                                    | 19. Jh.                                     | 62 cm × 17 cm         | 10. Juli 1990       |
| Tabor | Holz geschnitzt, bemalt, vergoldet    | Wolke im Relief. Zwei Engel, die auf dieser Wolke stehen, ruhen auf dem Thabor, das aus einer flachen Scheibe besteht und mit Schabracke geschmückt ist.                                                         | 19. Jh.                                     |                       | 10. Juli 1990       |
| Kanzel | Holz geschnitzt, bemalt, vergoldet    | mit Abbildung der Kirche von Barjols | 18. Jh.                                     | 220 cm × 110 cm       | 25.02.1983          |
| Altar „Notre-Dame de Pitié“ mit Bild „la Descente de croix, au-dessus Dieu le père“                                                                        | Öl auf Holz                           | | 17. Jh.                                     |                       | 25.02.1983          |
| Altar mit Bild „la Sainte Famille avec au-dessus Dieu le père et le saint Esprit“                                                                          | Öl auf Holz                           | | 17. Jh.                                     | 350 cm × 260 cm       | 25.02.1983          |
| Altar mit Bild „Saint Eloi et saint Pons aux pieds de Jésus et Marie“                                                                                      | Öl auf Holz                           | (Leinwand links sign. „S. P. 1702“) | 1702                                        | 430 cm × 240 cm       | 25.02.1983          |
| Altar „Notre-Dame du Rosaire“ mit Bild „la Remise du Rosaire à sainte Catherine de Sienne et saint Dominique avec Louis XIII“                              | Öl auf Holz                           | (1995 restauriert von Boeuf (Toulon), 1996 Leinwand restauriert von Amoroso-Waldeis) | 17. Jh.                                     | 400 cm × 340 cm       | 25.02.1983          |
| Altar mit Bild „Mort de saint Joseph“ | Öl auf Holz                           | | 19. Jh.                                     | 450 cm × 340 cm       | 25.02.1983          |
| Hauptaltar mit zwei Bildern „Saint Gervais et saint Protais martyrs aux pieds de la Vierge et l’Enfant“ und „Vierge à l’Enfant dans un médaillon en coeur“ | Öl auf Holz                           | (sign. und datiert 18. Junij 1671) | 3/4 17. Jh. / Jean Daret (1614–1668, Maler) | 450 cm × 340 cm       | 25.02.1983          |